# توماس جيفرسون غرين
توماس جيفرسون غرين (بالإنجليزية: Thomas Jefferson Green)‏ هو سياسي أمريكي، ولد في 14 فبراير 1802، وتوفي في 12 ديسمبر 1863. انتخب عضو مجلس ولاية كاليفورنيا وانتخب عضو مجلس نواب فلوريدا.